# 三十三号站
三十三号站是位于吉林省长岭县七撮乡的一个铁路车站，邮政编码131509。车站建于1966年，有通让铁路经过该站，现不办理客货运业务，车站及其上下行区间均未电气化。车站距离通辽站140公里，隶属沈阳铁路局，是五等站。